# Камбон, Пьер-Жозеф
Пьер-Жозе́ф Камбо́н (фр. Pierre-Joseph Cambon; родился 10 июня 1756 года, Монпелье, Франция — умер 15 февраля 1820 года, Брюссель) — французский государственный и политический деятель, в период с 19 сентября по 3 октября 1793 года исполнявший обязанности председателя национального Конвента.

## Биография
Когда началась Великая Французская революция, Камбон заведовал торговой фирмой. Избранный в Законодательное собрание Франции, а позднее — и в Конвент, где занимал должность председателя в период с 19 сентября по 2 октября 1793 года.
Он скоро стал заметен из-за хорошего знания финансов и приобрёл столь большое значение, что Конвент поручил ему управление всеми финансами. Он составил главную книгу государственного долга — дело огромной важности, внёсшее порядок во французские финансы. Человек трудолюбивый, самоотверженный и честный, Камбон везде преследовал злоупотребления, требуя отчётов от Дантона, обвиняя Дюмурье и Фабра д’Эглантена, тщетно стараясь уменьшить избыток ассигнаций.
Как политический деятель, он голосовал за казнь короля, но стоял за жирондистов во время их опалы, не одобрял террора и содействовал падению Максимильена Робеспьера.
Пьер-Жозеф продолжал заведовать финансами Республики вплоть до апреля 1795 года, хоть и не одобрял реакции против республиканцев. После 1 прериаля 1795 года он был объявлен «вне закона», но амнистия 4 брюмера того же года позволила ему возвратиться в свой родной город, который избрал его в члены своего муниципалитета. Несмотря на настойчивые просьбы своих друзей, он решил оставаться частным человеком и только в 1815 году, в период «Ста дней», согласился на избрание в Палату депутатов. Изгнанный в 1816 году как цареубийца, Камбон умер в Брюсселе в 1820 году.